# Shmuel Aharon Brodman
Shmuel Aharon Brodman (hebräisch שמואל אהרון ברודמן) ist seit 2016 Gemeinderabbiner der Israelitischen Kultusgemeinde München und Oberbayern.

## Leben
Geboren in den Niederlanden, lebte er bis zu seinem 14. Lebensjahr dort. Da es damals in den Niederlanden kein jüdisches Gymnasium gab, beschlossen seine Eltern, nach Israel auszuwandern. Dort hatte sein Vater, David Brodman, in der Nähe von Tel Aviv eine Stelle als Gemeinderabbiner bekommen.
David Brodman war selbst Überlebender. Er und seine Schwester gehörten zu den 92 von insgesamt 15.000 Kindern, die aus dem Lager Theresienstadt gerettet wurden. Sein Vater, der Großvater des heutigen Münchner Rabbiners, wurde 1945 in Auschwitz ermordet.
Als Sohn des bekannten und angesehenen Rabbiners David Brodman erfuhr Shmuel Aharon Brodman schon von Kindestagen an viel über Jüdischkeit und Religion. Auch, als er seine erste Rabbinerstelle antrat, bekam er von seinem Vater wichtige Grundregeln mit auf den Weg.
Nach dem Abitur in Tel Aviv heiratete Shmuel Aharon Brodman seine Freundin aus holländischen Kindergartenzeiten – auch ihre Familie war nach Israel gezogen, und die beiden elterlichen Familien blieben über Jahrzehnte befreundet. Es folgte ein sechsjähriges Studium an der renommierten Mir-Jeschiwa in Jerusalem. Dann trat der junge Rabbiner seine erste Stelle in Kapstadt an.
Sechs Jahre lang leitete er die orthodoxe Kapstadter Gemeinde – bis auch ihn die religiöse Erziehung seiner Kinder dazu bewog, nach Israel zurückzukehren. 2016 führte ihn sein Weg dann nach München.
Im Juli 2020 wurde er in München antisemitisch angegriffen.